# Republika Estońska (1918–1940)
Republika Estońska – pierwszy okres państwowości w historii państwa estońskiego (est. Eesti Vabariik), mający miejsce w latach 1918–1940, między ogłoszeniem niepodległości a okupacją przez Armię Czerwoną (17 czerwca 1940) i aneksją przez Związek Radziecki (6 sierpnia 1940).
Pod koniec I wojny światowej została zajęta przez wojska niemieckie. 24 lutego 1918 utworzono komitet, który proklamował niepodległość Estonii. Pierwszym premierem został Konstantin Päts. Rząd nie został uznany przez Niemców i formalnie rozpoczął pracę po kapitulacji Niemiec na Zachodzie. Pod koniec listopada Estonia została zaatakowana przez wojska bolszewickie, które próbowały ustanowić w niej prosowiecki rząd. Rozpoczęła się wojna estońsko-bolszewicka. W styczniu i lutym 1919 udana kontrofensywa wojsk estońskich pod dowództwem Johana Laidonera wyparła bolszewików z terytorium Estonii i udzieliła pomocy Łotwie. W maju i czerwcu tego samego roku odparła atak Niemców od południa. W tym samym miesiącu biali pod dowództwem Nikołaja Judenicza zaatakowali Estonię.
W traktacie pokojowym z Tartu 2 lutego 1920 Rosja Sowiecka uznała niepodległość Estonii, a 26 stycznia 1921 została uznana przez państwa Ententy. 22 września tego samego roku została przyjęta do Ligi Narodów.
Po przewrocie prawicowym w 1934 rządzona autorytarnie. Po pakcie Ribbentrop-Mołotow i agresji ZSRR na Polskę Estonia została zmuszona do zawarcia 28 września 1939 porozumienia z ZSRR, na którego podstawie na terytorium Estonii zostały utworzone sowieckie bazy wojskowe, zaś liczebność wprowadzonych tam sił Armii Czerwonej przewyższyła siły armii estońskiej. 17 czerwca 1940 po ultimatum skierowanym do rządu Estonii przez ZSRR państwo zostało okupowane przez Armię Czerwoną, zsowietyzowane i 6 sierpnia 1940 anektowane przez ZSRR w formie Estońskiej SRR – republiki związkowej ZSRR.

## Kalendarium

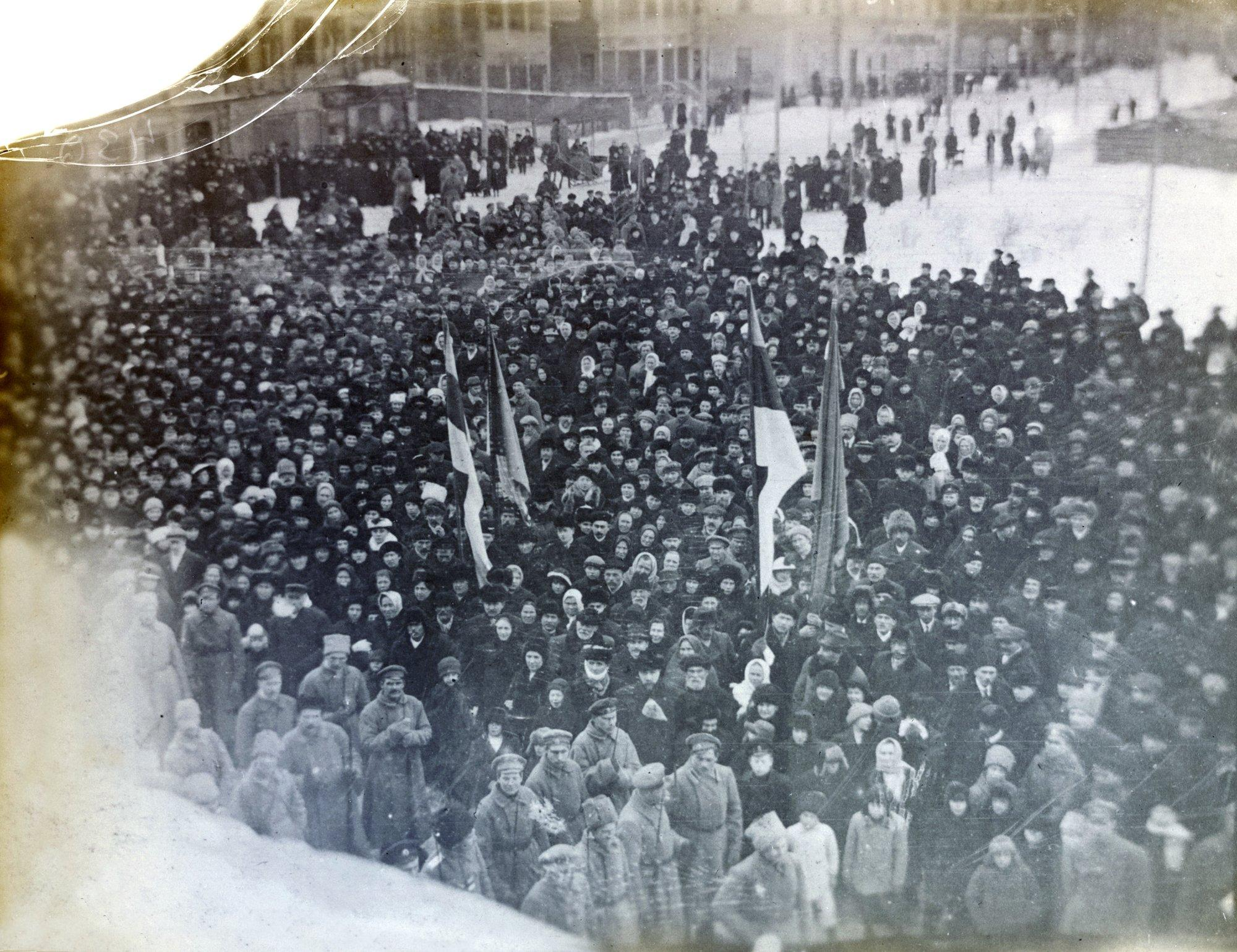
Świętowanie ogłoszenia niepodległości Estonii w Parnawie w 1918 r.

- 24 lutego 1918 – deklaracja niepodległości
- 1918–1920 – wojna estońsko-bolszewicka (wojna o niepodległość Estonii)
- 15 czerwca 1919 – uchwalenie pierwszej (tymczasowej) konstytucji
- 2 lutego 1920 – traktat w Tartu, Rosja Radziecka uznaje niepodległość Estonii. Pierwsze wybory do Riigikogu. Uchwalenie konstytucji na wzór szwajcarski: silna pozycja parlamentu, brak głowy państwa, zmiany w prawie uchwalane w referendum. Główne siły polityczne to: socjaldemokraci, prawicowy Związek Ludowy oraz centrowe partie drobnomieszczańskie. Większość mieszkańców to Estończycy (86%), ponadto Rosjanie (9%), oraz Niemcy. Liczna mniejszość szwedzka. Wyznaniowo kraj zdominowany przez Kościół luterański.
- 17 marca 1922 – premier i równocześnie minister spraw zagranicznych Łotwy podpisuje w Warszawie porozumienie mające zapoczątkować związek bałtycki
- 1 listopada 1923 – Łotwa i Estonia zawierają w Tallinnie sojusz zaczepno-odporny
- 1 grudnia 1924 – powstanie komunistyczne w Tallinnie inspirowane przez ZSRR
- 9 lutego 1929 – Estonia podpisuje Protokół Litwinowa o rezygnacji z rozstrzygania sporów w drodze wojny
- 3 lipca 1933 – Estonia podpisuje w Londynie Konwencję o określeniu agresji
- 1933 – nowy projekt konstytucji przygotowany przez ELV i zatwierdzony w referendum. Wprowadzenie systemu prezydenckiego: rząd i parlament wykonawcami jego woli. Ostatecznie konstytucja nie wchodzi w życie.

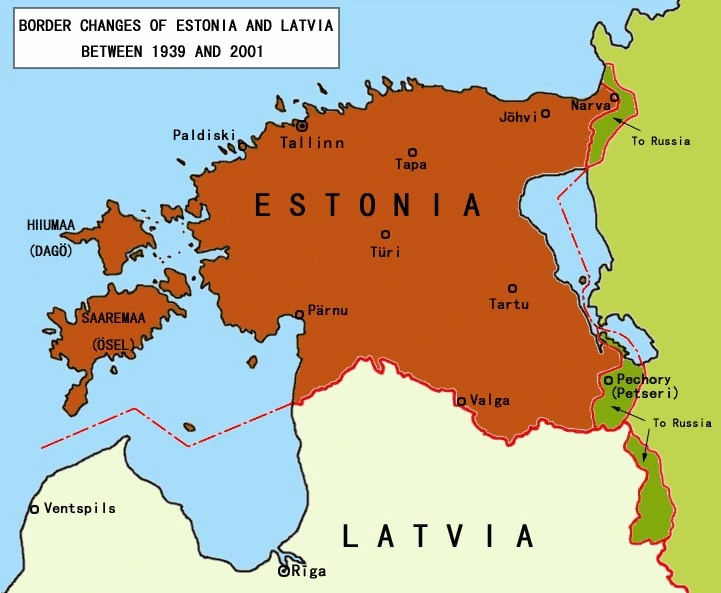
Zmiany terytorialne Łotwy i Estonii po 1939

- 1934 – zamach stanu: Konstantin Päts ze „Związku Ludowego” obejmuje urząd premiera, pracuje nad zmianami w konstytucji, zawiesza działalność parlamentu, stowarzyszeń i partii politycznych (w tym faszystowskiego ruchu wabsów).
- 1934 – Estonia liczy 1 126 416 mieszkańców, w tym 93% Estończyków.
- Polityka zagraniczna: Estonia przyłącza się do powstałej 12 września w Genewie Ententy Bałtyckiej. Ponadto utrzymuje dobre stosunki z Polską, Wielką Brytanią i krajami skandynawskimi. Poprawnie układają się kontakty z ZSRR.
- 1938 – reforma ustrojowa. Nowa konstytucja. Wybory do dwuizbowego parlamentu. Konstantin Päts zostaje prezydentem.
- 23 sierpnia 1939 – pakt Ribbentrop-Mołotow. Estonia w radzieckiej strefie wpływów.
- 28 września 1939 – Estonia godzi się na stacjonowanie Armii Czerwonej na swym terytorium. Jej liczba przewyższa prawie dwukrotnie liczbę wojska estońskiego (25 tys. : 15 tys.).
- 17 czerwca 1940 – Sowieci wkraczają do Estonii. Następuje zmiana rządu na żądanie Andrieja Żdanowa (emisariusza ZSRR w Estonii), nowym premierem zostaje Johannes Vares. 6 sierpnia państwo przyłączone do ZSRR, śmierć około 15 tysięcy Estończyków w wyniku eksterminacji.

## Literatura
- Toomas Karjahärm, Väino Sirk. Vaim ja võim: Eesti haritlaskond 1917-1940. Tallinn: Argo, 2001.